# Carlini (cratère)
Pour les articles homonymes, voir Carlini.
Carlini est un petit cratère d'impact lunaire situé dans la mer des Pluies. Il doit son nom à l'astronome italien Francesco Carlini. Le cratère est en forme de bol avec un petit plancher central. Il a un albédo plus élevé que la mer environnante, ce qui le rend proéminent en raison de son emplacement isolé. Au sud se trouve une crête ridée appelée Dorsum Zirkel (en), et plus au sud se trouve Mons La Hire.

## Cratères satellites
Par convention, ces caractéristiques sont identifiées sur les cartes lunaires en plaçant la lettre sur le côté du point médian du cratère le plus proche de Carlini.
| Carlini | Latitude | Longitude | Diamètre |
| ------- | -------- | --------- | -------- |
| A       | 35,4° N  | 26,6° O   | 7 km     |
| C       | 35,0° N  | 22,9° O   | 4 km     |
| D       | 33,0° N  | 16,0° O   | 9 km     |
| E       | 31,6° N  | 20,5° O   | 1 km     |
| G       | 32,6° N  | 25,0° O   | 4 km     |
| H       | 32,4° N  | 24,4° O   | 4 km     |
| K       | 31,1° N  | 23,7° O   | 4 km     |
| L       | 31,3° N  | 24,8° O   | 3 km     |
| S       | 37,9° N  | 27,2° O   | 4 km     |

Les cratères suivants ont été renommés par l'Union astronomique internationale :
- Carlini B : McDonald (en)